# Piz Titschal
Piz Titschal är en bergstopp i Schweiz.   Den ligger i regionen Surselva och kantonen Graubünden, i den östra delen av landet, 120 km öster om huvudstaden Bern. Toppen på Piz Titschal är 2 550 meter över havet, eller 30 meter över den omgivande terrängen. Bredden vid basen är 0,11 km.
Terrängen runt Piz Titschal är huvudsakligen bergig. Närmaste större samhälle är Ilanz, 15,2 km nordost om Piz Titschal. 
Trakten runt Piz Titschal består i huvudsak av gräsmarker. Runt Piz Titschal är det mycket glesbefolkat, med 4 invånare per kvadratkilometer.